# Sapromyza palpella
Sapromyza palpella är en tvåvingeart som beskrevs av Camillo Rondani 1868. Sapromyza palpella ingår i släktet Sapromyza och familjen lövflugor. Inga underarter finns listade i Catalogue of Life.